# Windows NT 4.0
Windows NT 4.0 — остання версія сімейства мережевих операційних систем Microsoft Windows NT, що вийшла з "NT" у назві, наступна мережева операційна система від Microsoft вийшла під назвою Windows 2000. Windows NT 4.0 мала призначений для користувача інтерфейс в стилі Windows 95.
Windows NT 4.0 мала 3 версії (Workstation, Server і Embedded) і призначалася для роботи на комп'ютерах архітектури Alpha, MIPS, x86, PowerPC та PC98 (лише японська версія).

## Версії
Було випущено 3 версії Windows NT 4.0:
1. Workstation – версія для робочих станцій, замінена Windows 2000
2. Server – версія для серверів[5], замінена Windows 2000 Server
3. Embedded – для вбудованих систем (банкомати, медичне обладнання), випущена у серпні 1999 року[6], замінена Windows XP Embedded

## Системні вимоги
| Windows NT Workstation | Windows NT Server |
| --- | --- |
| - Процесор 486/25 або краще - 12 Мб ОЗП - Відео рівня VGA - Жорсткий диск з інтерфейсом IDE, EIDE, SCSI або ESDI - 124 Мб вільного місця при стандартній установці - Клавіатура - CD-привід, дисковод для дискет або активне мережеве підключення | - Процесор 486/25 (486DX2/50 рекомендується) або краще - 16 (32 рекомендується) Мб ОЗП - Відео рівня VGA - Жорсткий диск з інтерфейсом IDE, EIDE, SCSI або ESDI - 124 Мб вільного місця при стандартній установці (1 ГБ у файловій системі FAT рекомендується) - Клавіатура - CD-привід, дисковод для дискет або активне мережеве підключення |

## Підтримка
Основна підтримка була завершена:
- 30 червня 2002 року для версії Workstation[7]
- 31 грудня 2002 року для версії Server[8]
- 30 червня 2003 року для версії Embedded[9]

Розширена підтримка була завершена:
- 30 червня 2004 року для версії Workstation[10]
- 31 грудня 2004 року для версії Server[11]
- 11 липня 2006 року для версії Embedded[12]

Платна підтримка по програмі Extended Security Updates (ESU) для усіх версій була завершена 31 грудня 2006 року.